# Kanton Elbingerode
Der Kanton Elbingerode bestand von 1807 bis 1813 im Distrikt Blankenburg im Departement der Saale im Königreich Westphalen. Er wurde durch das Königliche Decret vom 24. Dezember 1807 geschaffen.

## Gemeinden
- Elbingerode
- Braunlageburg
- Elend mit Mandelholz
- Königshof mit Rothehütte, Lüdershof und Neue Hütte
- Tanne

## Maire
- Christian Friedrich Wedemeyer